# Kar de Mumma
Kar de Mumma, pseudonym för Erik Harald Zetterström, född 14 augusti 1904 i Hedvig Eleonora församling i Stockholm, död 7 juli 1997 i Engelbrekts församling i Stockholm, var en svensk revyförfattare, skriftställare och dagstidningskåsör. Han förknippas bland annat med den årliga Kar de Mumma-revyn 1955–1977 och de kåserier han regelbundet publicerade i Svenska Dagbladet från 1922 till kort före sin död.

## Biografi
Erik Zetterström var son till humoristen och författaren Hasse Zetterström och far till författaren och kåsören Carl Zetterström. Han var gift med operettsångerskan Margit Rosengren 1929–1942 och journalisten Marianne Zetterström från 1943.

### Pseudonym och författarskap
Stavningen av pseudonymen ger en vink om den högreståndsmiljö på Östermalm i Stockholm där Kar de Mumma föddes, verkade och dog. Hans humor var ändå lättillgänglig, allmänmänsklig och milt satirisk, om än tämligen konservativ.
Kar de Mumma gav 1922 ut sin första bok På min pappas gata. Han skrev mer än 90 olika böcker, mest kåserisamlingar, men även noveller och självbiografier. Hans mest kända verk är de två ungdomsböckerna Två år i varje klass (1923) och Sigge Nilsson och jag (1926), båda filmades 1938. Hans kåserisamlingar hade titlar som ofta anspelade på aktuella företeelser och händelser som till exempel Svenskarna och deras pjattar (1942) eller Tant Signe åker rullbräda (1978).

### Revyerna och vägen dit
Kar de Mumma drömde om att bli skådespelare och gjorde några små filmroller i slutet av 1920-talet. Någon större skådespelarkarriär blev det aldrig, istället började han skriva för teatern. Hans första sketch framfördes i Ernst Rolfs revy 1926. Sin första revy skrev han tillsammans med Karl-Ewert 1929, den hette Stockholm-Motala. Han skrev sedan för Folkan, Södran, Blanche. Han levererade således även texter till flera av Karl Gerhards revyer. Från 1937 skrev och producerade han egna revyer, först på Blanche, sedan på Folkan.
Kar de Mummas skicklighet att skräddarsy monologer för skådespelarens personlighet demonstreras i de klassiska nummer han skrev för tidens största revyartister, här kan nämnas bland annat Den ensamma hunden för Fridolf Rhudin, Härliga tider, strålande tider för Thor Modéen och de många Fibban-monologerna för Stig Järrel.
Den årliga Kar de Mumma-revyn på Folkan 1955–1978 blev en institution i Stockholms nöjesliv. Till dem skrev han själv monologerna och sketcherna och beställde sånger från bland andra Ulf Peder Olrog, Gösta Rybrant, Alf Henrikson och Kajenn. Artister som särskilt kom att förknippas med revyerna var förutom Järrel, Douglas Håge, Hjördis Petterson, Annalisa Ericson, Lars Ekborg, Inga Gill med flera. De flesta revyerna iscensattes av Leif Amble-Næss eller Hasse Ekman. Under 1950-talet medverkade han tillsammans med Sickan Carlsson i radioprogrammet Sickan och Kar de Mumma som sändes varje vecka.

### Kåsören
Kar de Mumma var en uppskattad kåsör i Svenska Dagbladet. Hans första kåseri, På ett litet konditori, publicerades 1922. Han skrev sedan över 20 000 kåserier i tidningen fram till mitten av 1990-talet. De flesta har kommit ut i bokform. Under cirka 30 års tid kom en samling om året. Han skämtade själv om den läsekrets av överklassfruar som sade sig bli olyckliga "om jag inte får min Kar de Mumma i sängen om morgnarna".
Kar de Mumma avled 1997 och är begravd vid Utö kyrka.